# Avischai Brawerman

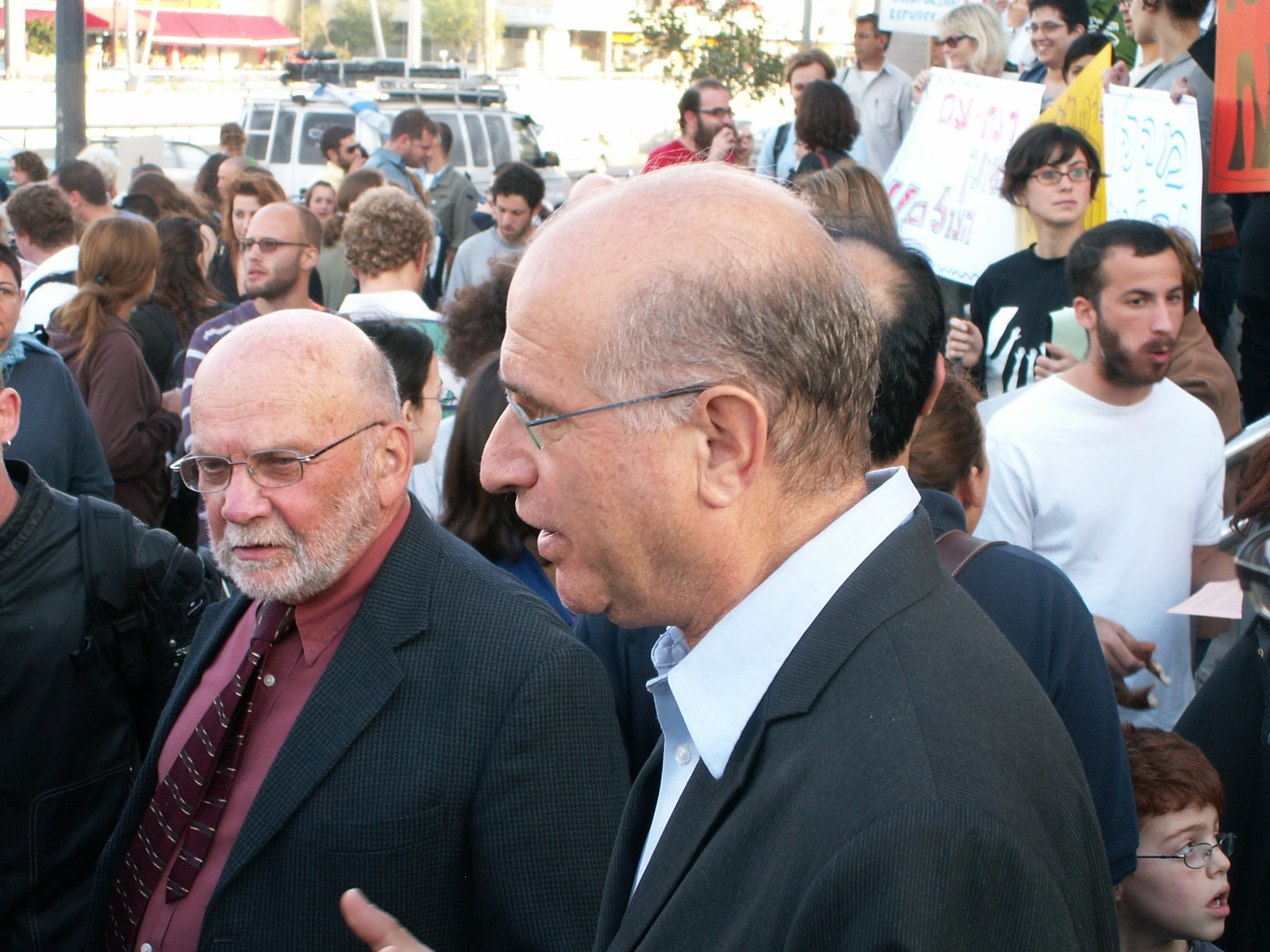
Avischai Brawerman

Avischai Brawerman (hebräisch אבישי ברוורמן; * 1948) ist ein israelischer Volkswirtschaftler und Politiker sowie früherer Präsident der Ben-Gurion-Universität im Negev in Beʾer Scheva (1990–2006).
Unter seiner Präsidentschaft hat sich die Studentenzahl von ca. 5.000 auf 17.000 erhöht und die Universität einen weltweiten Ruf – vor allem im Bereich Wüstenforschung – erlangt.

## Leben
Brawerman studierte Statistik und Volkswirtschaft an der Universität Tel Aviv und wurde an der Stanford University im Fach Volkswirtschaft promoviert. Nach einer Tätigkeit bei der Weltbank in Washington kehrte Brawerman nach Israel zurück und war sechzehn Jahre lang Präsident der Ben-Gurion-Universität.
Im November 2005 stieg Brawerman in die Politik ein und wurde Mitglied der Arbeitspartei. Bei der Wahl 2006 wurde er in die Knesset gewählt. 2009 war er zunächst Gegner der Koalition unter Netanjahu. Er wurde dann jedoch Minister. Zunächst hatte er keinen Geschäftsbereich und wurde später Minister für Minderheitenfragen. 2011 gründete er mit anderen die Partei Ha’Atzma’ut.